# ムーディー・センター駅
ムーディセンター駅（英: Moody Centre station）は、カナダ・ブリティッシュコロンビア州・ポートムーディにある、スカイトレイン ミレニアム・ライン、およびウエストコーストエクスプレスの駅である。

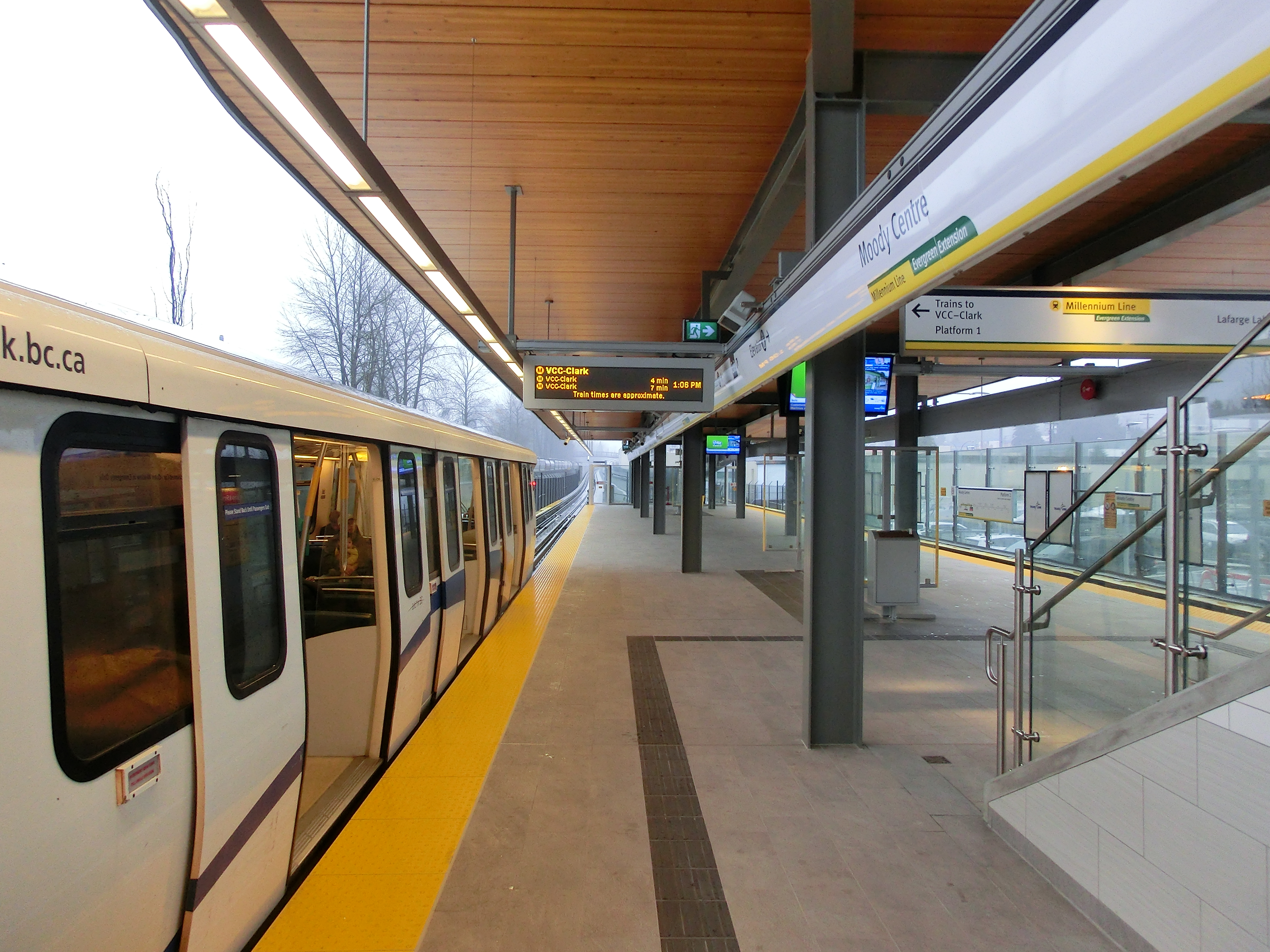
ムーディセンター駅ホーム

ミレニアム・ラインは2016年12月2日に開業した。ウエストコーストエクスプレスは1995年に開業した。

## 年表
- 1995年11月1日 - ポートムーディ駅として開業。
- 2016年12月2日に - ムーディセンター駅に改称。

## 駅構造
島式ホーム1面2線の地上駅。
| ホーム | 路線              | 行先                          |
| ------ | ----------------- | ----------------------------- |
| 1      | ■ミレニアムライン | VCC-クラーク方面              |
| 2      | ■ミレニアムライン | ラファージ湖 - ダグラス駅方面 |

隣の駅

## 駅周辺
施設
- ロッキーポイント
- ポートムーディ駅博物館

バス路線
| ホーム | 路線                                  |
| ------ | ------------------------------------- |
| 1      | 荷揚げ                                |
| 2      | ハンディダート                        |
| 3      | 183 系統 - コキットラム・セントラル駅 |
| 4      | 160 系統 - ポートコキットラム駅       |
| 5      | 160 系統 - クートニー・ループ         |
| 6      | 180 系統 - ローヒード駅               |
| 7      | 181 系統 - イオコ                     |
| 8      | 182 系統 - ベルカラ                   |
| 9      | 184 系統 - ヌーンズクリーク           |

## 隣の駅
■ウエストコーストエクスプレス
ウォーターフロント駅 (朝) - ムーディセンター駅 - コキットラム・セントラル駅 (夜)
■ミレニアムライン
バーキトラム駅 - ムーディセンター駅 - インレット・センター駅